# Veikkausliiga 2017
La Veikkausliiga 2017 será la edición número 87 de la Veikkausliiga. La temporada comenzó el 5 de abril y terminó el 28 de octubre. El HJK se coronóel campeón.

## Ascensos y descensos
| Pos. | Ascendidos de Segunda División 2016 |
| ---- | ----------------------------------- |
| 1    | JJK                                 |

| Pos. | Descendidos de Veikkausliiga 2016 |
| ---- | --------------------------------- |
| 12   | PK-35                             |

## Equipos participantes
| Equipo        | Ciudad    | Estadio                   | Capacidad |
| ------------- | --------- | ------------------------- | --------- |
| HJK           | Helsinki  | Sonera Stadium            | 10.770    |
| HIFK          | Helsinki  | Sonera Stadium            | 10.770    |
| Ilves         | Tampere   | Tammela Stadion           | 5.040     |
| Inter Turku   | Turku     | Veritas Stadion           | 10.000    |
| JJK           | Jyväskylä | Harjun stadion            | 3.000     |
| KuPS          | Kuopio    | Savon Sanomat Areena      | 5.000     |
| Lahti         | Lahti     | Lahden kisapuisto         | 4.000     |
| IFK Mariehamn | Mariehamn | Wiklöf Holding Arena      | 4.000     |
| PS Kemi       | Kemi      | Sauvosaaren Urheilupuisto | 4.500     |
| RoPS          | Rovaniemi | Rovaniemen Keskuskenttä   | 4.000     |
| SJK           | Seinäjoki | OmaSP Stadion             | 6.000     |
| VPS           | Vaasa     | Hietalahti                | 6.000     |

## Formato
Los doce equipos participantes jugarán entre sí todos contra todos tres veces totalizando 33 partidos cada uno, al término de la jornada 33 el primer clasificado obtendrá un cupo para la segunda ronda de la Liga de Campeones 2018-19, mientras que el segundo y tercer clasificado obtendrán un cupo para la primera ronda de la Liga Europea 2018-19; por otro lado el último clasificado descenderá a la Segunda División 2018, mientras que el penúltimo clasificado jugará el Play-off de relegación contra el subcampeón de la  Segunda División para determinar cual de los dos jugará en la Veikkausliiga 2018.
Un tercer cupo para la primera ronda de la Liga Europea 2018-19 será asignado al campeón de la Copa de Finlandia.

## Tabla de posiciones
| Pos. | Equipo        | Pts. | PJ | G  | E  | P  | GF | GC | Dif. | Clasificación 2018–19                 |
| ---- | ------------- | ---- | -- | -- | -- | -- | -- | -- | ---- | ------------------------------------- |
| 1    | HJK (C)       | 76   | 33 | 23 | 7  | 3  | 78 | 16 | +62  | Primera ronda de la Liga de Campeones |
| 2    | KuPS          | 56   | 33 | 16 | 8  | 9  | 51 | 36 | +15  | Primera ronda de la Liga Europea      |
| 3    | Ilves         | 56   | 33 | 15 | 11 | 7  | 39 | 35 | +4   | Primera ronda de la Liga Europea      |
| 4    | Lahti         | 49   | 33 | 12 | 13 | 8  | 46 | 31 | +15  | Primera ronda de la Liga Europea      |
| 5    | IFK Mariehamn | 49   | 33 | 13 | 10 | 10 | 44 | 42 | +2   |                                       |
| 6    | SJK           | 47   | 33 | 13 | 8  | 12 | 42 | 47 | −5   |                                       |
| 7    | RoPS          | 42   | 33 | 12 | 6  | 15 | 43 | 51 | −8   |                                       |
| 8    | VPS           | 39   | 33 | 9  | 12 | 12 | 38 | 51 | −13  |                                       |
| 9    | Inter Turku   | 38   | 33 | 10 | 8  | 15 | 54 | 57 | −3   |                                       |
| 10   | PS Kemi       | 32   | 33 | 8  | 8  | 17 | 38 | 57 | −19  |                                       |
| 11   | HIFK          | 29   | 33 | 6  | 11 | 16 | 37 | 54 | −17  | Play-off de descenso                  |
| 12   | JJK           | 26   | 33 | 6  | 8  | 19 | 32 | 63 | −31  | Descenso a Ykkönen 2018               |

Actualizado a los partidos jugados el 28 de octubre de 2017.
 Fuente: Soccerway
Notas:
1. ↑  Tras ganar la Copa de Finlandia el HJK recibe un cupo para la primera ronda de la Liga Europea 2018-19, pero este al ya encontrarse clasificado a la Liga de Campeones por su posición de liga, el cupo pasa al cuarto clasificado.

## Tabla de resultados cruzados
| Local \ Visitante | HIF | HJK | ILV | INT | JJK | KUP | LAH | MAR | PSK | ROP | SJK | VPS |
| ----------------- | --- | --- | --- | --- | --- | --- | --- | --- | --- | --- | --- | --- |
| HIFK              | —   | 0–0 | 0–1 | 0–2 | 0–0 | 1–4 | 1–2 | 1–1 | 0–2 | 1–0 | 0–2 | 2–1 |
| HJK               | 2–0 | —   | 2–0 | 1–1 | 4–0 | 2–0 | 0–0 | 2–0 | 3–1 | 0–1 | 6–0 | 5–0 |
| Ilves             | 4–3 | 1–1 | —   | 0–2 | 2–1 | 1–0 | 1–1 | 3–0 | 2–4 | 0–2 | 1–0 | 0–0 |
| Inter Turku       | 3–0 | 1–1 | 1–1 | —   | 4–0 | 1–1 | 0–0 | 1–1 | 1–3 | 6–2 | 0–1 | 0–1 |
| JJK               | 0–3 | 1–5 | 3–1 | 1–2 | —   | 0–0 | 1–3 | 1–0 | 2–1 | 1–1 | 0–2 | 1–4 |
| KuPS              | 2–1 | 0–2 | 0–1 | 2–1 | 1–0 | —   | 2–2 | 1–2 | 3–0 | 3–0 | 1–1 | 2–2 |
| Lahti             | 4–1 | 0–0 | 0–0 | 1–0 | 1–1 | 1–2 | —   | 6–2 | 1–0 | 1–1 | 1–0 | 0–0 |
| IFK Mariehamn     | 1–1 | 1–1 | 2–2 | 5–0 | 5–2 | 2–1 | 0–2 | —   | 3–0 | 2–1 | 0–0 | 1–1 |
| PS Kemi           | 0–0 | 0–1 | 0–0 | 2–1 | 1–1 | 1–4 | 1–1 | 3–0 | —   | 1–1 | 3–1 | 0–1 |
| RoPS              | 2–2 | 1–4 | 1–0 | 2–0 | 2–1 | 0–1 | 1–0 | 3–0 | 3–1 | —   | 1–2 | 2–4 |
| SJK               | 3–3 | 0–6 | 1–2 | 0–3 | 1–0 | 1–0 | 1–1 | 1–1 | 1–0 | 3–0 | —   | 0–1 |
| VPS               | 1–1 | 2–1 | 0–2 | 3–2 | 1–1 | 2–2 | 0–2 | 0–0 | 3–3 | 1–0 | 1–3 | —   |

| Local \ Visitante | HIF | HJK | ILV | INT | JJK | KUP | LAH | MAR | PSK | ROP | SJK | VPS |
| ----------------- | --- | --- | --- | --- | --- | --- | --- | --- | --- | --- | --- | --- |
| HIFK              | —   | —   | —   | —   | 1–1 | —   | —   | 0–0 | 4–0 | 1–0 | 2–2 | —   |
| HJK               | 2–1 | —   | —   | —   | —   | 1–0 | 3–0 | 1–0 | 4–0 | 2–3 | —   | —   |
| Ilves             | 2–1 | 1–4 | —   | —   | —   | 1–0 | 2–1 | —   | 1–0 | 3–2 | —   | —   |
| Inter Turku       | 4–1 | 1–3 | 2–2 | —   | —   | 1–2 | 1–6 | —   | —   | —   | —   | —   |
| JJK               | —   | 0–4 | 0–0 | 1–3 | —   | —   | 2–4 | —   | —   | —   | —   | 2–0 |
| KuPS              | 3–2 | —   | —   | —   | 2–1 | —   | —   | 2–1 | —   | 1–1 | —   | —   |
| Lahti             | 2–1 | —   | —   | 1–0 | —   | 1–1 | —   | —   | 0–1 | 1–1 | —   | —   |
| IFK Mariehamn     | —   | —   | 0–1 | 2–1 | 2–1 | —   | —   | —   | 3–2 | —   | 2–1 | 1–0 |
| PS Kemi           | —   | —   |     | 1–5 | 1–2 | 1–3 | —   | —   | —   | —   | 3–3 | 1–1 |
| RoPS              | —   | —   | —   | 4–2 | 2–0 | —   | —   | 0–3 | 0–1 | —   | 0–3 | 3–0 |
| SJK               | —   | 0–2 | 0–0 | 5–0 | 0–4 | —   | 1–0 | —   | —   | —   | —   | 2–1 |
| VPS               | 1–2 | 0–3 | 1–1 | 2–2 | —   | 1–3 | 2–1 | —   | —   | —   | —   | —   |

## Play-off de relegación
Lo disputan el HIFK, penúltimo de la liga, y el Honka, subcampeón de la Segunda División 2017.
| 1 de noviembre de 2017, 18:30 | Honka | 0:0 | HIFK | Tapiolan Urheilupuisto, Tapiola                               |  |
|                               |       |     |      | Asistencia: 2.674 espectadores Árbitro(s): Mattias Gestranius |  |

| 4 de noviembre de 2017 | HIFK          | 1:1 (0:1) (Global 1:1) | Honka      | Telia 5G -areena, Helsinki     |                                |
|                        | Sihvola 90+4' |                        | 28' Äijälä | Asistencia: 4.158 espectadores | Asistencia: 4.158 espectadores |

## Goleadores
Actualizado el 3 de noviembre de 2017.
| Pos. | Jugador              | Club          | Goles |
| ---- | -------------------- | ------------- | ----- |
| 1    | Aleksei Kangaskolkka | IFK Mariehamn | 16    |
| 2    | Tuco                 | Ilves         | 15    |
| 2    | Filip Valenčič       | HJK           | 15    |
| 4    | Akseli Pelvas        | HJK           | 14    |
| 5    | Marko Simonovski     | Lahti         | 13    |
| 6    | Billy Ions           | SJK           | 12    |
| 7    | Gaël Etock           | JJK           | 11    |
| 7    | Alfredo Morelos      | HJK           | 11    |
| 9    | Pekka Sihvola        | HIFK          | 10    |
| 10   | Timo Furuholm        | Inter Turku   | 9     |